# Jordi (prefecte)
Jordi (en llatí Georgius, en grec antic Γεώργιος) va ser un oficial romà d'Orient que tenia el càrrec de Praefectus Militarium Tabularum, en el regnat de Teòfil, que va regnar de l'any 829 al 842.
Aquest prefecte és mencionat algunes vegades pel text conegut amb el nom de Teòfanes continuat, on s'explica que una endevinadora àrab li va profetitzar que moriria a l'hipòdrom per una fona i li confiscarien els seus béns.